# Марсак (Крёз)
Марса́к (фр. Marsac, окс. Marçac) — коммуна во Франции, находится в регионе Лимузен. Департамент коммуны — Крёз. Входит в состав кантона Беневан-л’Аббеи. Округ коммуны — Гере.
Код INSEE коммуны — 23124.

## Население
Население коммуны на 2010 год составляло 679 человек.
| 1962 | 1968 | 1975 | 1982 | 1990 | 1999 | 2010 |
| ---- | ---- | ---- | ---- | ---- | ---- | ---- |
| 868  | 854  | 857  | 766  | 781  | 726  | 679  |

## Экономика
В 2010 году среди 318 человек трудоспособного возраста (15—64 лет) 204 были экономически активными, 114 — неактивными (показатель активности — 64,2 %, в 1999 году было 62,3 %). Из 204 активных жителей работали 173 человека (88 мужчин и 85 женщин), безработных было 31 (18 мужчин и 13 женщин). Среди 114 неактивных 18 человек были учениками или студентами, 64 — пенсионерами, 32 были неактивными по другим причинам.